# Surenavan
Surenavan (in armeno Սուրենավան?, fino al 1946 Avshar Mets) è un comune dell'Armenia di 2 528 abitanti (2008) della provincia di Ararat.